# 巨大メートル波電波望遠鏡
巨大メートル波電波望遠鏡 (Giant Metrewave Radio Telescope, GMRT)は、インド プネーの郊外に建設された、メートル波を観測することができるものとしては世界最大の電波干渉計である。タタ基礎研究所(Tata Institute of Fundamental Research)の一部門として、インド国立電波天体物理学センター (National Centre for Radio Astrophysics, NCRA)により運営されている。

## 設置場所
GMRTはプネーの北およそ80kmのところにある Khodad (19° 5'47.46"N   74° 2'59.07"E)に設置されている。ここから15kmのところにはNarayangoanという町がある。NCRAの事務所は、Inter-University Centre for Astronomy and Astrophysicsのすぐ隣にあるプネー大学のキャンパス内にある。

## 技術仕様
GMRTは口径45mのパラボラアンテナ30台からなる電波干渉計である。14台は中心部に不規則な配置で設置されており、残りの16台は中心部からYの字型に伸びる3本の腕にそって並べられている。これは超大型干渉電波望遠鏡群(VLA)に似た配置であり、GMRTの最大基線長は約25kmである。
ひとつひとつのパラボラアンテナは、多くの電波望遠鏡のような滑らかな表面ではなく、放物面を作る骨組の間にワイヤーを張った構造をしている。波長21cmかそれよりも長い波長の電波を観測対象としているため、この構造でも電波を受信することができる。各アンテナの焦点面には4種類の受信機が搭載されており、観測者は観測周波数に応じてこの受信機システムを回転させることで観測周波数を選択することができる。
電波干渉計では、最大基線長が角分解能を決める。GMRTで中性水素ガスが放射するの電波(周波数1420MHz)を観測した時の分解能はおよそ1秒角である。
全世界の天文学者が、GMRTを用いて銀河、パルサー、超新星など様々な天体の観測を行っている。

## 活動
インドで毎年開催されるNational Science Dayには、GMRTは一般見学や学校見学を受け入れ、電波天文学や受信機技術についての解説がおこなわれている。また近隣の学校が各校の科学実験プログラムの紹介も行っている。